# Gnamptogenys menozzii
Gnamptogenys menozzii is een mierensoort uit de onderfamilie van de Ectatomminae. De wetenschappelijke naam van de soort is voor het eerst geldig gepubliceerd in 1928 door Borgmeier.